# کوپن (رستم)
کوپن شهری که مرکز بخش سورنا شهرستان رستم استان فارس ایران است. 
علت اصلی نامگذاری بخاطر سردار اشکانی سورنا است که هنوز نیست به همین اسم مشهور است و تپه ی سورنا نیز دست نخورده باقی مانده است.
به علت وجود زمینهای حاصلخیز و آب فراوان عمده منبع درآمد مردم کوپن از طریق کشاورزی است ، گندم ، جو ، صیفی جات و برنج عمده تولیدات محصولات کشاورزی این شهر را تشکیل می دهند.

 است.

## جمعیت
جمعیت این شهر بر پایه سرشماری سال ۱۳۹۵ برابر با ۳،۲۳۷ تن است. در سرشماری عمومی نفوس و مسکن در سال ۱۳۹۰ جمعیت این شهر ۳٫۲۲۵ نفر (در ۸۲۱ خانوار) بوده‌است.

## جاذبه‌های گردشگری
پل بریم، چشمه انجیری، امامزاده پیرشمس، دشت بچه بازار، دلی بیک، گوی دول، کوه هیاسی، 
تپه باستانی سورنا (تپه دست ساخت خواجه محمد)، دخمه گورسنگی دا ودختر مربوط به دوره هخامنشیان، آرامگاه کشته‌های غائله جنوب در سال ۱۳۴۲ در تنگ گجستان، امامزاده حسن، امامزاده ابراهیم، امامزاده سید محمد و رودخانه کوه سیاه نام برد.
کوپن درمسیرجاده شیراز به  اهواز   واقع است.